# Ернст (Баден-Дурлах)
Ернст I (на немски: Ernst I. von Baden-Durlach; * 7 октомври 1482, Пфорцхайм; † 6 февруари 1553, Зулцбург) е маркграф на Баден-Пфорцхайм (по-късно наречен Баден-Дурлах) от 1533 г. Ернст е основател на така наречената „Ернестинска линия“ на Дом Баден – линията, от която произлизат по-късните велики херцози.

## Живот
Ернст е седмият син на маркграф Кристоф I фон Баден и на Отилия фон Катценелнбоген.
През 1496 г. Ернст е ръкоположен от генерал-викарий на епископия Спайер, но се отказва и става военен. През 1509 г. той участва в похода на император Максимилиян против Република Венеция.
От 1515 г. Ернст управлява малка част от Маркграфство Баден. През 1535 г. Маркграфство Баден се разделя наследствено на две – на Маркграфство Баден-Дурлах („Ернестинската линия“) и Маркграфство Баден-Баден („Бернхардинската линия“). На 1 юли 1518 г. братята Филип и Ернст затварят баща си в двореца Хоенбаден, понеже се влошава психическото му заболяване и императорът позволява това. През декември 1524 г. се засилват селските бунтове. През 1525 г. Ернст и фамилията му се спасяват от бунтовниците в марки. На 12 септември 1525 г. селяните и маркграфът сключват мир.
След смъртта на баща му Кристоф I фон Баден на 19 март 1527 г., Ернст управлява неговите господства от свое име. На 17 септември 1533 г. умира брат му Филип, който не остава наследници и завещава територията си по равно на братята си Бернхард и Ернст. Те управляват първо заедно наследството на Филип. Заради възникналите проблеми те предприемат разделяне, при което по-големият Бернхард дефинира частите, а по-малкият Ернст има право да избира. Ернст избира отдалечената част с градовете Пфорцхайм и Дурлах. През юни 1536 г. Бернхард умира и оставя двама малки сина (Филиберт и Кристоф). През 1535 г. Ернст мести резиденцията си от малкия Зулцбург в най-големия град на маркграфство Баден, Пфорцхайм.
Наследен е от сина му Карл II (1553 – 1577), който мести през 1565 г. столицата си в Дурлах.

## Фамилия
Първи брак: на 29 септември 1510 г. с Елизабет фон Бранденбург-Ансбах-Кулмбах (* 25 март 1494, † 31 май 1518), дъщеря на маркграф Фридрих II от Бранденбург-Ансбах. Те имат децата:
- Албрехт (* юли 1511, † 12 декември 1542), участва в австрийско-турската война 1541 г. в Унгария и умира на връщане
- Анна фон Баден-Дурлах (* април 1512, † сл. 1579), омъжва се на 11 февруари 1537 г. за граф Карл I фон Хоенцолерн (* 1516, † 8 март 1576)
- Амалия (* февруари 1513, † 1594), омъжва се 1561 г. за граф Фридрих II фон Льовенщайн (* 22. август 1528, † 5 юни 1569)
- Мари Якобеа (* октомври 1514, † 1592), омъжва се февруари 1577 за граф Волфганг II фон Барби (* 11 декември 1531, † 23 март 1615)
- Мари Клеофа (* октомври 1515, † 28 април 1580), омъжва се 1548 за граф Вилхелм фон Зулц († 1566)
- Елизабет (* 20 май 1516, † 9 май 1568), омъжва се I. 1533 за граф Габриел фон Саламанка-Ортенбург († декември 1539); II. на 30 юли 1543 за граф Конрад фон Кастел (* 10 юли 1519, † 8 юли 1577)
- Бернхард (* февруари 1517, † 20 януари 1553), маркграф

Втори брак: (морганатичен брак) през 1518 г. с Урсула фон Розенфелд († 26 февруари 1538), дъщеря на Георг фон Розенфелд. Те имат децата:
- Маргарете (* 1519, † 1571), омъжва се на 12 ноември 1538 за граф Волфганг II фон Йотинген (* 1511, † 1572)
- Саломе († 1559), омъжва се 1540 за граф Ладислаус фон Фраунберг-Хаг (* 1505; † 31 май 1566)
- Карл II (* 24 юли 1529, † 23 март 1577), маркграф

Трети брак: (морганатичен брак) на 1 март 1544 г. с Анна Бомбаст фон Хоенхайм († 6 юни 1574). Бракът е бездетен.